# بلرز (نیو ساوت ولز)
بلرز (به انگلیسی: Belrose) یک حومه شهر در استرالیا است که در نیو ساوت ولز واقع شده‌است.